# 13. korpus (JLA)
Za druge 13. korpuse glejte 13. korpus.
13. korpus (tudi Reški korpus) je bil pehotni korpus v sestavi Jugoslovanske ljudske armade.
To je bil eden izmed korpusov JLA, ki so bili neposredno vpleteni v slovensko osamosvojitveno vojno.

## Zgodovina
Med decembrom 1991 in januarjem 1992 je bil korpus premeščen v vzhodno Hercegovino, kjer je bil razpuščen in enote uporabljene za ustanovitev Operativne skupine Trebinje - Bileća.

## Organizacija
Avgust 1991
- poveljstvo
- 13. bataljon vojaške policije
- 13. bataljon za zveze
- 13. dopolnilni bataljon
- 13. sanitetni bataljon
- 13. avtotransportni bataljon
- 13. proleterska motorizirana brigada (Ilirska Bistrica )
- 622. motorizirana brigada (Petrinja )

## Poveljstvo
Poveljniki
- general Marijan Čad